# Santa Isabel Cholula (kommun)
Santa Isabel Cholula är en kommun i Mexiko.   Den ligger i delstaten Puebla, i den sydöstra delen av landet, 90 km sydost om huvudstaden Mexico City.
Följande samhällen finns i Santa Isabel Cholula:
- San Pablo Ahuatempa
- Santa Isabel Cholula
- Santa Ana Acozautla
- San Martín Tlamapa
- Colonia Tlamapa
- El Mirador